# 534 Nassovia
Nassovia (asteroide 534) é um asteroide da cintura principal com um diâmetro de 33,12 quilómetros, a 2,7191787 UA. Possui uma excentricidade de 0,0570623 e um período orbital de 1 788,67 dias (4,9 anos).
Nassovia tem uma velocidade orbital média de 17,53942553 km/s e uma inclinação de 3,27661º.
Este asteroide foi descoberto em 19 de Abril de 1904 por Raymond Dugan.